# Cattedrali in Serbia
Questa è una lista delle cattedrali della Serbia.

## Cattedrali cattoliche
| Cattedrale                                                                             | Arcidiocesi o Diocesi                  | Località          | Dedicazione             | Immagine |
| -------------------------------------------------------------------------------------- | -------------------------------------- | ----------------- | ----------------------- | -------- |
| Cattedrale della Beata Vergine Maria Assunta in Cielo Katedrála Blažene Djevice Marije | Arcidiocesi di Belgrado                | Belgrado          | Assunzione di Maria     |          |
| Cattedrale di Santa Teresa d'Avila Katedrála svaté Terezie Avilské                     | Diocesi di Subotica                    | Subotica          | Santa Teresa d'Avila    |          |
| Cattedrale di San Giovanni Nepomuceno Katedrala sveti Ivana Nepomuka                   | Diocesi di Zrenjanin                   | Zrenjanin         | San Giovanni Nepomuceno |          |
| Cattedrale di San Demetrio Bazilike Katedrale sveti Dimitrije                          | Diocesi di Sirmio                      | Sremska Mitrovica | San Demetrio            |          |
| Cattedrale di San Nicola                                                               | Eparchia di San Nicola di Ruski Krstur | Ruski Krstur      | San Nicola              |          |

## Cattedrali ortodosse (Chiesa ortodossa serba)
| Cattedrale                                                                 | Arcidiocesi o Diocesi              | Località         | Dedicazione                                    | Immagine |
| -------------------------------------------------------------------------- | ---------------------------------- | ---------------- | ---------------------------------------------- | -------- |
| Cattedrale di San Michele Arcangelo Saborna Crkva Svetog Arhangela Mihaila | Arcivescovado di Belgrado-Karlovac | Belgrado         | San Michele Arcangelo                          |          |
| Cattedrale di San Giorgio Saborni hram Svetog velikomučenika Georgija      | Eparchia di Bačka                  | Novi Sad         | San Giorgio                                    |          |
| Cattedrale di San Nicola                                                   | Eparchia del Banato                | Vršac            | San Nicola                                     |          |
| Cattedrale della Santa Trinità                                             | Eparchia di Niš                    | Niš              | Santa Trinità                                  |          |
| Cattedrale di San Nicola                                                   | Eparchia di Sirmia                 | Sremski Karlovci | San Nicola                                     |          |
| Cattedrale della Santissima Trinità                                        | Eparchia di Vranje                 | Vranje           | Santa Trinità                                  |          |
| Cattedrale della Dormizione                                                | Eparchia di Šumadija               | Kragujevac       | Assunzione di Maria                            |          |
| Cattedrale della Resurrezione di Nostro Signore                            | Eparchia di Valjevo                | Valjevo          | Resurrezione di Gesù                           |          |
| Cattedrale dei Santi Apostoli Pietro e Paolo                               | Eparchia di Šabac                  | Šabac            | San Pietro e San Paolo                         |          |
| Cattedrale dei Santi Arcangeli Michele e Gabriele                          | Eparchia di Braničevo              | Požarevac        | San Michele Arcangelo e San Gabriele Arcangelo |          |
| Cattedrale dell'Ascensione del Signore Manastir Mileševa                   | Eparchia di Mileševa               | Prijepolje       | Ascensione di Gesù                             |          |
| Cattedrale dei Santi Arcangeli Michele e Gabriele                          | Eparchia di Timok                  | Zaječar          | San Michele Arcangelo e San Gabriele Arcangelo |          |
| Cattedrale della Santissima Trinità                                        | Eparchia di Žiča                   | Kraljevo         | Santa Trinità                                  |          |